# Exitcounseling
Exitcounseling is hulpverlening aan slachtoffers van destructieve controletechnieken en het begeleiden/adviseren van de sociale omgeving van zo'n slachtoffer. Het ondermijnen van de mogelijke impact van deze destructieve controletechnieken op de identiteit en het zelfbeschikkingsrecht van het slachtoffer is het belangrijkste doel van exitcounseling.

## Doelgroep
Doelgroep van exitcounseling wordt dus gevormd door slachtoffers van destructieve controletechnieken. Dat kunnen onder andere zijn:
- slachtoffers van sektarisch getinte structuren
- slachtoffers van loverboys of lovergirls
- slachtoffers van incest en andere ongelijkwaardige relaties

## Methodiek
Exitcounseling bestaat voor een belangrijk deel uit educatie en voorlichting over de mogelijke werking en impact van destructieve controletechnieken (ook wel dwingende beïnvloedingstechnieken of hersenspoelingstechnieken genoemd) aan slachtoffers van destructieve controletechnieken en/of hun familie- of voormalige gezinsleden. 
Soms is er geen contact met het slachtoffer zelf, maar worden familie- en/of voormalige gezinsleden voorgelicht over de te kiezen benadering, gebaseerd op kennis van de werking van die destructieve controletechnieken en de specifieke situatie van een slachtoffer.
Het herstellen van het contact met familie- en/of voormalige gezinsleden buiten de situatie waarin het slachtoffer zich bevindt en het doorbreken van de isolatie ziet een exitcounselor als enkele van de belangrijkste middelen voor het ondermijnen van de eventuele impact van destructieve controletechnieken.
Exitcounseling is een zeer specifieke vorm van hulpverlening. Exitcounseling wordt door veel bewegingen die in de volksmond als sekte gelabeld zijn als een bedreiging van hun structuur gezien. Het zijn met name ook deze bewegingen of vertegenwoordigers ervan, die niet blij zijn met exitcounseling en de exitcounselor.
In Amerika is exitcounseling een bekender begrip dan in Europa.
Exitcounseling is niet hetzelfde als deprogrammeren. Een essentieel verschil tussen een exitcounselor en een deprogrammeur is dat de exitcounselor alleen zal werken op basis van vrijwilligheid van de cliënt die zich slachtoffer voelt. 